# Ommatius bromleyi
Ommatius bromleyi är en tvåvingeart som beskrevs av Pritchard 1935. Ommatius bromleyi ingår i släktet Ommatius och familjen rovflugor.
Artens utbredningsområde är Arizona. Inga underarter finns listade i Catalogue of Life.